# Florida City
Florida City är en stad (city) i Miami-Dade County, i delstaten Florida, USA. Enligt United States Census Bureau har staden en folkmängd på 11 511 invånare (2011) och en landarea på 15,4 km².